# Random (Band)
Random ist eine fünfköpfige australische R&B-Band aus Brisbane. 2005 gewann sie die erste Staffel der australischen Castingshow The X Factor.

## Bandgeschichte
Xy Latu und Jesse Tolo-Paepae traten zuerst als Solosänger in den Nachtclubs ihrer Heimatstadt Brisbane auf und traten bei Gesangswettbewerben an. Als sie sich 2002 bei einer solchen Gelegenheit zum zweiten Mal trafen, beschlossen sie gemeinsam unter dem Namen Rough Diamonds Musik zu machen. Latu begann als Teenager mit dem Singen, Tolo-Paepae ist der Sohn eines Pastors und sang in der Jugend in der Kirche. Auch die musikalischen Wurzeln der Brüder TJ und Wayne Tauvao und ihres Cousins Donald liegen im sonntäglichen Kirchengesang. Sie bildeten später das R&B-Trio 315. Beide Gruppen haben gemeinsam, dass sie 2004 bei einem Auftritt von K-Ci & JoJo in Brisbane im Vorprogramm auftreten durften.
Als 2005 das britische Castingshow-Format The X Factor auch bei Network Ten in Australien starten sollte, bewarben sich die Rough Diamonds und TJ Tauvao, der ursprünglich alleine antreten wollte. Noch während sie für die Teilnahme anstanden, beschlossen sie, gemeinsam als fünfköpfige Band unter dem Namen Random anzutreten. Sie wurden als einer der fünf Kandidaten in der Kategorie Musikgruppe für den Wettbewerb angenommen und überstanden sicher alle Runden bis ins Finale. Dort setzten sie sich schließlich gegen Russell Gooley als Sieger durch.
Im Finale sangen sie das Lied Put Your Hands Up, das anschließend von Sony BMG veröffentlicht wurde und die Top Ten der australischen Charts erreichte. Danach durften sie als Vorgruppe mit Boyz II Men auf Tour durch Australien und Neuseeland gehen. Sie nahmen ihr Debütalbum mit dem Bandnamen als Titel auf, das am 10. Oktober 2005 erschien. Während die Vorabsingle Are You Ready noch auf Platz 36 kam, verfehlte das Album den Sprung in die Top 50 der Charts. Für Random gab es danach keine Erfolge mehr und auch The X Factor wurde zumindest für die folgenden Jahre abgesetzt, weil sich die Quotenerwartungen nicht erfüllt hatten.

## Mitglieder
- Xylocaine „Xy“ Latu (* 13. Januar 1979 in Tonga)
- Andy-Iese „Jesse“ Tolo-Paepae (* 19. Januar 1984 in Australien)
- Wayne Tauvao (* 12. Dezember 1985 in Neuseeland)
- Tasesa Junior „TJ“ Tauvao (* 31. Mai 1988 in Neuseeland)
- Donald Tauvao (* 12. Oktober 1988 in Westsamoa)

## Diskografie
Alben
- 2005: Random

Singles
- 2005: Put Your Hands Up
- 2005: Are You Ready
- 2005: Like This